# Tossal Gros d'Ollers
El Tossal Gros d'Ollers és una muntanya de 535 metres que es troba al municipi de Barberà de la Conca, a la comarca de la Conca de Barberà.